# Igreja Católica na Zâmbia
A Igreja Católica na Zâmbia é parte da Igreja Católica universal, em comunhão com a liderança espiritual do Papa, em Roma, e da Santa Sé. O cristianismo é a religião oficial do Estado, e as comunidades cristãs têm boas relações entre si.

## História
Missionários portugueses penetraram na Zâmbia nos séculos XVI e XVII, mas poucos vestígios de seu trabalho perduraram um século depois. Os europeus retornaram à região em meados do século XIX, sendo o mais famoso o explorador britânico David Livingstone que, em 1855, descobriu as cachoeiras do rio Zambeze.

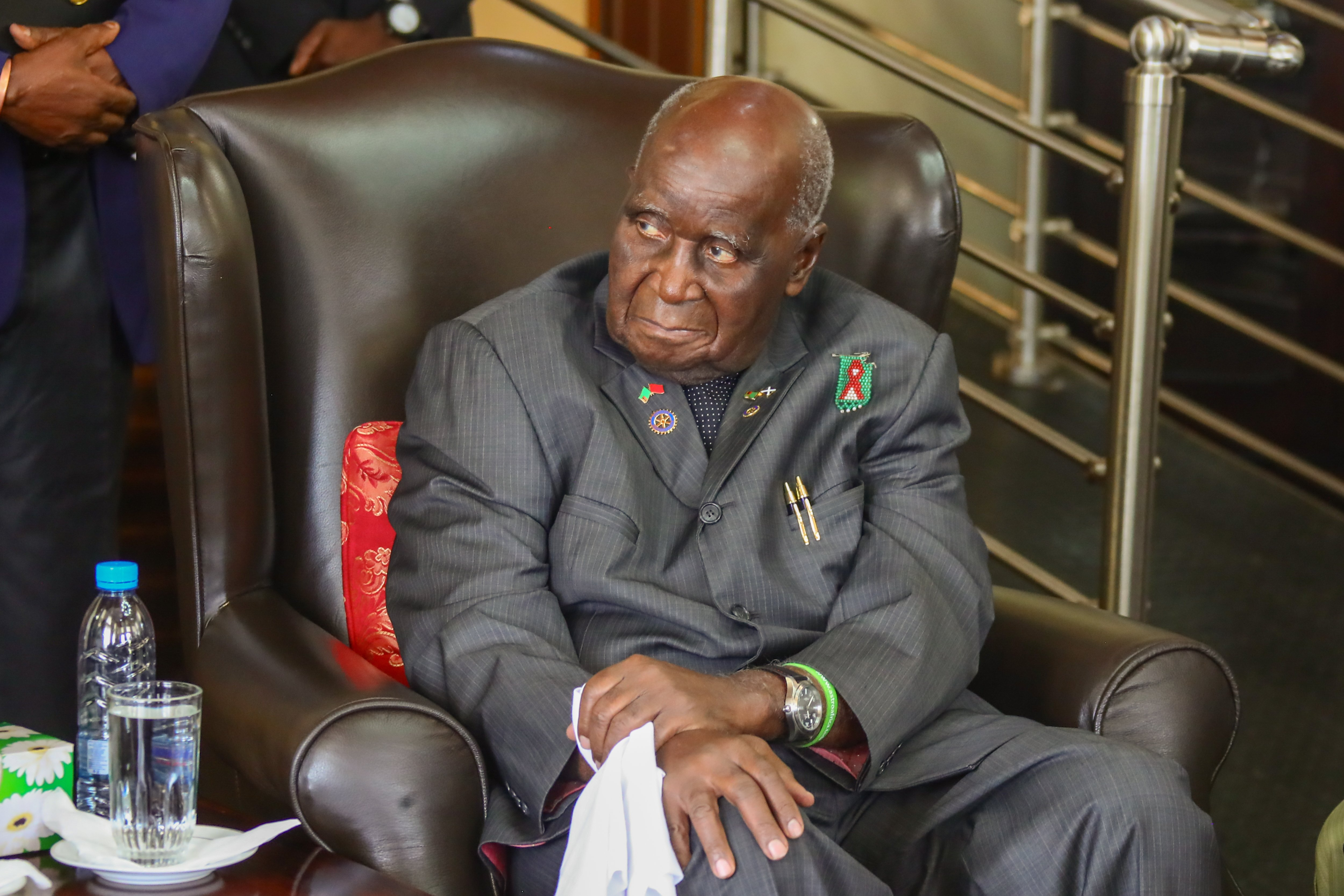
O primeiro presidente zambiano, Kenneth Kaunda.

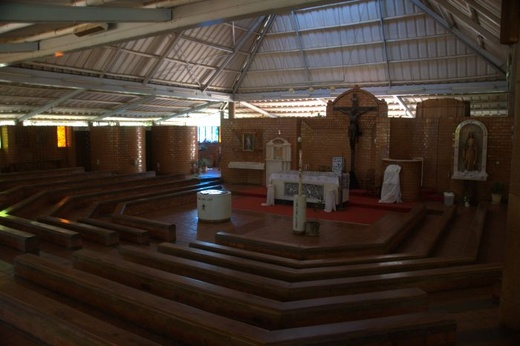
Interior de uma igreja católica de Lusaka.

No final do século XIX, missionários protestantes, seguidos por católicos, começaram sua evangelização. Os jesuítas foram do norte na década de 1880 até o sul da Zâmbia, então parte da missão do Zambeze, que foi estabelecida em 1879. Em 1895, os padres brancos sob a liderança do bispo Joseph Dupont estabeleceram a primeira missão nas seções norte e leste de Kayambi. A região oeste foi evangelizada pela primeira vez em 1931, quando os franciscanos italianos chegaram a Ndola e os capuchinhos irlandeses iniciaram missões em Livingstone e no protetorado de Barotseland. O crescimento foi rápido, principalmente nas duas décadas após a Segunda Guerra Mundial, quando o número da população católica dobrou. Em 1959, a hierarquia foi estabelecida e Lusaka tornou-se a arquidiocese metropolitana para todo o país.
Em 24 de outubro de 1964 a Zâmbia se tornou um país independente, e seu primeiro presidente, o socialista Kenneth Kaunda, governou por quase 30 anos, estabeleceu relações com nações comunistas. Tanto durante a colonização quanto nos primeiros anos após a independência, a Igreja se engajou ativamente principalmente nos esforços de educação, saúde e desenvolvimento. Respondendo ao chamado do Concílio Vaticano II, no final dos anos 60, os líderes da Igreja começaram a promover a inculturação ou "africanização" da fé. Os textos lecionário e de oração foram traduzidos para as principais línguas locais. A música litúrgica foi composta por melodias locais e instrumentos tradicionais, como a bateria, enquanto as danças tradicionais eram incorporadas à liturgia, por exemplo, no hino de louvor, na preparação das ofertas e na oração eucarística. Ocorreu a tradução da Bíblia para os idiomas locais em um esforço cooperativo entre a Igreja Católica e denominações igrejas protestantes.
No início da década de 1970, o governo socialista zambiano assumiu todas as escolas missionárias e hospitais do país, deixando apenas alguns sob a administração da Igreja. Esse ato expandiu-se para um grande conflito entre a Igreja e o Estado, após um esforço estatal para adotar o socialismo científico como uma ideologia governante. Os currículos escolares foram formados com forte interpretação marxista da filosofia e da história. Os líderes católicos e protestantes se uniram para protestar contra a imposição dessa ideologia na forma de cartas pastorais, seminários e representações conjuntas ao governo. Sua atuação foi bem-sucedida, pois as mudanças curriculares nunca foram totalmente implementadas.
O papel da Igreja na Zâmbia permaneceu politizado após os contínuos esforços do governo socialista para restringir as liberdades sociais e impactar negativamente o bem-estar dos zambianos. Quando o Papa João Paulo II visitou a Zâmbia em 1989, ele elogiou o apoio do governo à liberdade religiosa, mas desafiou a Igreja e a sociedade a abordar os problemas cada vez mais graves da pobreza com mais firmeza. Após tumultos sérios e uma tentativa de golpe em junho de 1990, os bispos escreveram uma carta pastoral pedindo maior responsabilidade pelo governo e pelo partido no poder. Esta carta, chamada Economia, Política e Justiça, foi vista por muitos como um catalisador na luta para acabar com o governo de partido único e estabelecer uma democracia multipartidária. A carta pastoral de 1993, Ouça o Grito dos Pobres, criticou a política do Fundo Monetário Internacional e do Banco Mundial e desafiou o governo a tomar medidas mais fortes para proteger os zambianos que estavam passando por dificuldades econômicas. Declarações adicionais sobre justiça econômica foram feitas pelos bispos e pela Comissão Católica Nacional de Justiça e Paz.
Em 1996 a constituição da Zâmbia foi modificada para proclamar o país uma nação "cristã", declarando-a religião do Estado, porém preservando a liberdade religiosa.

## Atualmente
Em 2000, a Zâmbia tinha 238 paróquias atendidas por 217 padres diocesanos e 376 religiosos, com aproximadamente 160 irmãos e 1.322 irmãs trabalhando em todo o país, tanto como professores nas 22 escolas primárias e 37 escolas secundárias, quanto como cuidadores de muitos milhares de pessoas afetadas pelo vírus da AIDS. Devido à escassez de padres ordenados, a participação ativa dos leigos foi fortemente incentivada pela Igreja, e os catequistas tiveram um papel essencial na construção das comunidades cristãs rurais.

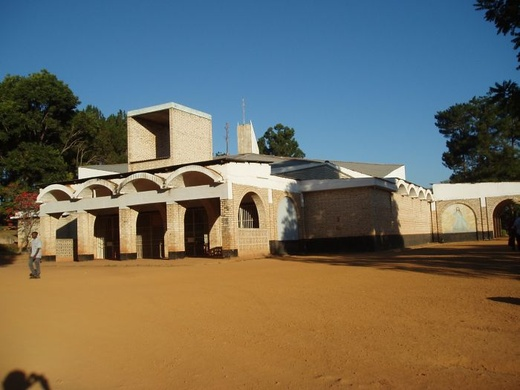
Catedral de São João Apóstolo, em Kasama.

Em 2012 a Igreja Católica recebeu do ministro da saúde zambiano o agradecimento pela atuação nos hospitais do país, já que a Igreja administra 60% dos serviços de saúde disponíveis nas áreas rurais. Ele também expressou a vontade do governo zambiano de continuar colaborando com a Igreja neste setor. Nos dias 14 e 15 de julho de 2017, ocorreram celebrações no país pelo aniversário de 125 anos da presença da Igreja no país. Os principais eventos tiveram lugar no Estádio Lusaka Show Grounds. Cerca de 2 mil delegados de todas as dioceses do país tomaram parte nas celebrações, com momentos de oração e reflexão animados pelas congregações religiosas, movimentos leigos e grupos de jovens. Dom Ignatius Chama, arcebispo de Kasama afirma que os principais problemas da comunidade católica da Zâmbia são a poligamia, as acusações de feitiçaria e a caça às bruxas que, "infelizmente, podem levar à morte de pessoas inocentes".
Outubro de 2019 foi o mês missionário da Igreja zambiana, com enfatização de trabalhos de evangelização com representantes de todas as dioceses. As quatro dimensões abordadas nos trabalhos foram: "considerar o encontro pessoal com Jesus Cristo; o testemunho dos santos e dos missionários mártires; a formação bíblica, catequética, espiritual e teológica e a caridade missionária".

## Organização territorial
O catolicismo está presente no país com 11 circunscrições, sendo três arquidioceses e oito dioceses. Todas estão listadas abaixo, de acordo com sua província eclesiástica:

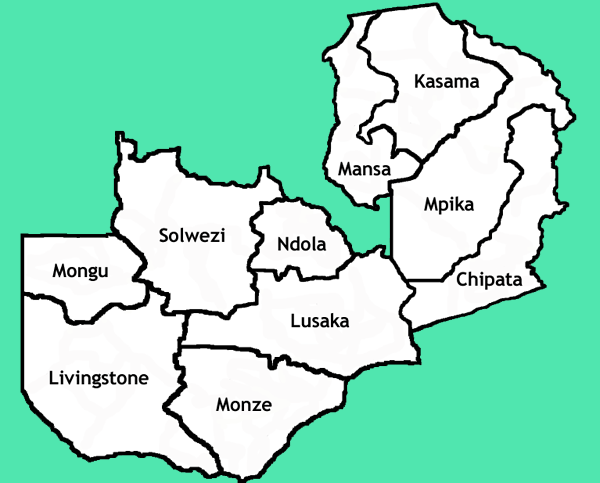
Mapa da divisão territorial das dioceses zambianas, porém antes da criação da Diocese de Kabwe.

| Circunscrições eclesiásticas católicas da Zâmbia | Circunscrições eclesiásticas católicas da Zâmbia | Circunscrições eclesiásticas católicas da Zâmbia | Circunscrições eclesiásticas católicas da Zâmbia |
| Circunscrição                                    | Ano de ereção                                    | Catedral                                         | Ref.                                             |
| ------------------------------------------------ | ------------------------------------------------ | ------------------------------------------------ | ------------------------------------------------ |
| Arquidiocese de Kasama                           | 1913                                             | Catedral de São João Apóstolo                    | [ 11 ]                                           |
| Diocese de Mansa                                 | 1952                                             | Catedral da Assunção de Nossa Senhora            | [ 12 ]                                           |
| Diocese de Mpika                                 | 1933                                             | Catedral de São José Operário                    | [ 13 ]                                           |
| Arquidiocese de Lusaka                           | 1927                                             | Catedral do Menino Jesus                         | [ 14 ]                                           |
| Diocese de Chipata                               | 1937                                             | Catedral de Santana                              | [ 15 ]                                           |
| Diocese de Livingstone                           | 1936                                             | Catedral de Santa Teresa                         | [ 16 ]                                           |
| Diocese de Mongu                                 | 1997                                             | Catedral de Nossa Senhora de Lourdes             | [ 17 ]                                           |
| Diocese de Monze                                 | 1962                                             | Catedral do Sagrado Coração de Jesus             | [ 18 ]                                           |
| Arquidiocese de Ndola                            | 1938                                             | Catedral do Cristo Rei                           | [ 19 ]                                           |
| Diocese de Kabwe                                 | 2011                                             | Catedral do Sagrado Coração                      | [ 20 ]                                           |
| Diocese de Solwezi                               | 1959                                             | Catedral de São Daniel                           | [ 21 ]                                           |

## Conferência Episcopal
A reunião dos bispos do país forma a Conferência dos Bispos Católicos da Zâmbia, que foi criada em 1965. Do ano de criação até o dia 15 de julho de 2016 o nome do órgão era Conferência Episcopal da Zâmbia, quando teve o nome alterado para o nome utilizado atualmente.

## Nunciatura Apostólica
A Nunciatura Apostólica da Zâmbia foi criada em 1965.

## Visitas papais
O país foi visitado pelo Papa São João Paulo II entre os dias 2 e 4 de maio de 1989. O Sumo Pontífice celebrou uma missa na Catedral de Lusaka, e afirmou sobre a Igreja zambiana:
| “ | Queridos irmãos e irmãs: vocês não estão "reunidos" dessa maneira, de diferentes lugares do seu vasto país, vocês que formam a Igreja na Zâmbia? E vocês também não estão "reunidos" na Igreja universal, que se estende "até o fim mais remoto da Terra" — e reunidos "de todas as nações"? Esse "encontro" responde ao profundo desejo de toda pessoa de viver em comunhão, em comunhão com as outras pessoas. Como o tema da minha visita pastoral expressa. Procuramos crescer "juntos em Cristo, nossa esperança": junto com outros na Zâmbia, junto com todos os nossos irmãos e irmãs na fé em todo o mundo. | ” |
|   | — Papa São João Paulo II na missa aos fiéis da Arquidiocese de Lusaka. |   |